# Raul Brandão
Raul Germano Brandão (Foz do Douro, 12 marzo 1867 – Lisbona, 5 dicembre 1930) è stato un giornalista, scrittore e militare portoghese, celebre per il realismo delle sue descrizioni.
Brandão finì gli studi liceali nel 1891, iscrivendosi poi all'accademia militare, per poi iniziare a lavorare presso il Ministero della Guerra portoghese. Durante gli anni al Ministero collabora come giornalista, scrivendo anche diversi libri.
Nel 1896 viene inviato a Guimarães, dove conosce la sua futura moglie, che sposa l'anno seguente nella stessa città. In seguito trascorre il resto della sua vita a Lisbona, in particolare dopo il suo congedo dall'esercito nel 1912, stesso anno in cui intensifica notevolmente la sua carriera di scrittore.